# 2015-ös férfi kézilabda-világbajnokság-selejtező
A 2015-ös férfi kézilabda-világbajnokság-selejtező a 2015-ös férfi kézilabda-világbajnokság európai selejtezője.
Azon európai válogatottak vettek részt, amelyek a 2014-es Európa-bajnokságon elért helyezésük alapján nem szereztek részvételi jogot a világbajnokságra.

## Csoportkör
A csoportkör mérkőzéseinek sorsolása 2013. június 27-én történt. A csoportgyőztesek jutottak tovább a rájátszás körbe.

### 1. csoport
| Csapat      | M | Gy | D | V | G+  | G–  | Gk  | P |
| ----------- | - | -- | - | - | --- | --- | --- | - |
| Litvánia    | 6 | 4  | 1 | 1 | 145 | 132 | +13 | 9 |
| Grúzia      | 6 | 3  | 0 | 3 | 149 | 156 | −7  | 6 |
| Finnország  | 6 | 2  | 1 | 3 | 143 | 139 | +4  | 5 |
| Törökország | 6 | 2  | 0 | 4 | 146 | 156 | −10 | 4 |

| 2013. október 30. 18:45 | Litvánia      | 23 – 17     | Grúzia      | Cido Arena, Panevėžys Nézőszám: 500 Játékvezetők: Novikov, Perepilitsy (UKR) |
| 2013. október 30. 18:45 | Drabavičius 4 | (12–7)      | Chikovani 6 | Cido Arena, Panevėžys Nézőszám: 500 Játékvezetők: Novikov, Perepilitsy (UKR) |
| 2013. október 30. 18:45 | 4× 3×         | Jegyzőkönyv | 3× 3×       | Cido Arena, Panevėžys Nézőszám: 500 Játékvezetők: Novikov, Perepilitsy (UKR) |

| 2013. október 30. 19:00 | Finnország | 26 – 20     | Törökország | Energia Areena, Vantaa Nézőszám: 1987 Játékvezetők: Cindrić, Gonzurek (CRO) |
| 2013. október 30. 19:00 | Mäkelä 10  | (15–12)     | Döne 6      | Energia Areena, Vantaa Nézőszám: 1987 Játékvezetők: Cindrić, Gonzurek (CRO) |
| 2013. október 30. 19:00 | 5× 3×      | Jegyzőkönyv | 7× 3×       | Energia Areena, Vantaa Nézőszám: 1987 Játékvezetők: Cindrić, Gonzurek (CRO) |

| 2013. november 3. 16:00 | Törökország     | 20 – 23     | Litvánia | THF Sport Hall, Ankara Nézőszám: 600 Játékvezetők: Konjičanin, Konjičanin (BIH) |
| 2013. november 3. 16:00 | három játékos 4 | (11–9)      | Švedas 6 | THF Sport Hall, Ankara Nézőszám: 600 Játékvezetők: Konjičanin, Konjičanin (BIH) |
| 2013. november 3. 16:00 | 4× 2×           | Jegyzőkönyv | 3× 3×    | THF Sport Hall, Ankara Nézőszám: 600 Játékvezetők: Konjičanin, Konjičanin (BIH) |

| 2013. november 3. 18:00 | Grúzia      | 26 – 19     | Finnország           | Sport Complex Arena, Tbiliszi Nézőszám: 3000 Játékvezetők: Ben-Dan, Faran (ISR) |
| 2013. november 3. 18:00 | Chanturia 6 | (8–10)      | Sundberg, Tamminen 4 | Sport Complex Arena, Tbiliszi Nézőszám: 3000 Játékvezetők: Ben-Dan, Faran (ISR) |
| 2013. november 3. 18:00 | 6× 2×       | Jegyzőkönyv | 4× 3×                | Sport Complex Arena, Tbiliszi Nézőszám: 3000 Játékvezetők: Ben-Dan, Faran (ISR) |

| 2014. január 2. 18:00 | Törökország | 29 – 23     | Grúzia       | THF Sport Hall, Ankara Nézőszám: 500 Játékvezetők: Hájek, Macho (CZE) |
| 2014. január 2. 18:00 | Döne 10     | (14–8)      | Mskhvildze 5 | THF Sport Hall, Ankara Nézőszám: 500 Játékvezetők: Hájek, Macho (CZE) |
| 2014. január 2. 18:00 | 5× 3×       | Jegyzőkönyv | 3× 3×        | THF Sport Hall, Ankara Nézőszám: 500 Játékvezetők: Hájek, Macho (CZE) |

| 2014. január 2. 19:00 | Finnország | 20 – 20     | Litvánia    | Energia Areena, Vantaa Nézőszám: 1300 Játékvezetők: Nabokau, Kulik (BLR) |
| 2014. január 2. 19:00 | Sundberg 9 | (10–10)     | Petreikis 7 | Energia Areena, Vantaa Nézőszám: 1300 Játékvezetők: Nabokau, Kulik (BLR) |
| 2014. január 2. 19:00 | 4× 3× 2×   | Jegyzőkönyv | 7× 3× 1×    | Energia Areena, Vantaa Nézőszám: 1300 Játékvezetők: Nabokau, Kulik (BLR) |

| 2014. január 4. 17:00 | Litvánia    | 24 – 23     | Finnország | Siemens Arena, Vilnius Nézőszám: 1900 Játékvezetők: Argyridis, Mouttas (CYP) |
| 2014. január 4. 17:00 | Petreikis 7 | (10–13)     | Koljonen 6 | Siemens Arena, Vilnius Nézőszám: 1900 Játékvezetők: Argyridis, Mouttas (CYP) |
| 2014. január 4. 17:00 | 5× 3×       | Jegyzőkönyv | 5× 3×      | Siemens Arena, Vilnius Nézőszám: 1900 Játékvezetők: Argyridis, Mouttas (CYP) |

| 2014. január 5. 18:00 | Grúzia        | 33 – 26     | Törökország | Tbiliszi Sports Palace, Tbiliszi Nézőszám: 2500 Játékvezetők: Harabagiu, Stanescu (ROU) |
| 2014. január 5. 18:00 | Mskhvildze 11 | (19–15)     | Catkin 5    | Tbiliszi Sports Palace, Tbiliszi Nézőszám: 2500 Játékvezetők: Harabagiu, Stanescu (ROU) |
| 2014. január 5. 18:00 | 5× 3×         | Jegyzőkönyv | 4× 1×       | Tbiliszi Sports Palace, Tbiliszi Nézőszám: 2500 Játékvezetők: Harabagiu, Stanescu (ROU) |

| 2014. január 8. 18:00 | Grúzia       | 26 – 23     | Litvánia    | Tbiliszi Sports Palace, Tbiliszi Nézőszám: 2700 Játékvezetők: Zendali, Riello (ITA) |
| 2014. január 8. 18:00 | Mskhvildze 7 | (15–12)     | Petreikis 7 | Tbiliszi Sports Palace, Tbiliszi Nézőszám: 2700 Játékvezetők: Zendali, Riello (ITA) |
| 2014. január 8. 18:00 | 3× 3×        | Jegyzőkönyv | 3× 3×       | Tbiliszi Sports Palace, Tbiliszi Nézőszám: 2700 Játékvezetők: Zendali, Riello (ITA) |

| 2014. január 8. 18:00 | Törökország | 25 – 19     | Finnország | THF Sport Hall, Ankara Nézőszám: 200 Játékvezetők: Vesović, Mitrović (MNE) |
| 2014. január 8. 18:00 | Döne 9      | (11–9)      | Rönnberg 8 | THF Sport Hall, Ankara Nézőszám: 200 Játékvezetők: Vesović, Mitrović (MNE) |
| 2014. január 8. 18:00 | 6× 3× 2×    | Jegyzőkönyv | 3× 3×      | THF Sport Hall, Ankara Nézőszám: 200 Játékvezetők: Vesović, Mitrović (MNE) |

| 2014. január 11. 17:00 | Finnország  | 36 – 24     | Grúzia       | Sisu Arena, Karis Nézőszám: 860 Játékvezetők: Thomassen, Schmack (BEL) |
| 2014. január 11. 17:00 | Tamminen 10 | (16–10)     | Mskhvildze 9 | Sisu Arena, Karis Nézőszám: 860 Játékvezetők: Thomassen, Schmack (BEL) |
| 2014. január 11. 17:00 | 3× 2×       | Jegyzőkönyv | 4× 2×        | Sisu Arena, Karis Nézőszám: 860 Játékvezetők: Thomassen, Schmack (BEL) |

| 2014. január 12. 17:00 | Litvánia               | 32 – 26     | Törökország | Siemens Arena, Vilnius Nézőszám: 1500 Játékvezetők: Cvetko, Kavalar (SLO) |
| 2014. január 12. 17:00 | Babarskas, Petreikis 5 | (18–13)     | Döne 8      | Siemens Arena, Vilnius Nézőszám: 1500 Játékvezetők: Cvetko, Kavalar (SLO) |
| 2014. január 12. 17:00 | 3× 3×                  | Jegyzőkönyv | 2× 3×       | Siemens Arena, Vilnius Nézőszám: 1500 Játékvezetők: Cvetko, Kavalar (SLO) |

### 2. csoport
| Csapat      | M | Gy | D | V | G+  | G–  | Gk  | P  |
| ----------- | - | -- | - | - | --- | --- | --- | -- |
| Románia     | 6 | 5  | 0 | 1 | 181 | 151 | +30 | 10 |
| Szlovákia   | 6 | 5  | 0 | 1 | 168 | 136 | +32 | 10 |
| Olaszország | 6 | 2  | 0 | 4 | 168 | 176 | −8  | 4  |
| Ciprus      | 6 | 0  | 0 | 6 | 138 | 192 | −54 | 0  |

| 2013. október 30. 19:15 | Szlovákia | 35 – 14     | Ciprus                   | Sportová hala Povazska Bystrica, Vágbeszterce Nézőszám: 1400 Játékvezetők: Geraets, Geraets (NED) |
| 2013. október 30. 19:15 | Antl 8    | (16–5)      | Demosthenous, Georgiou 3 | Sportová hala Povazska Bystrica, Vágbeszterce Nézőszám: 1400 Játékvezetők: Geraets, Geraets (NED) |
| 2013. október 30. 19:15 | 2× 3×     | Jegyzőkönyv | 3× 3×                    | Sportová hala Povazska Bystrica, Vágbeszterce Nézőszám: 1400 Játékvezetők: Geraets, Geraets (NED) |

| 2013. október 31. 20:00 | Olaszország        | 22 – 23     | Románia     | Anfiteatro Giovanni Paolo II, Pescara Nézőszám: 1700 Játékvezetők: Mitrevski, Todorovski (MKD) |
| 2013. október 31. 20:00 | Radovcic, Skatar 6 | (9–11)      | Asoltanei 4 | Anfiteatro Giovanni Paolo II, Pescara Nézőszám: 1700 Játékvezetők: Mitrevski, Todorovski (MKD) |
| 2013. október 31. 20:00 | 4× 3×              | Jegyzőkönyv | 7× 3× 1×    | Anfiteatro Giovanni Paolo II, Pescara Nézőszám: 1700 Játékvezetők: Mitrevski, Todorovski (MKD) |

| 2013. november 3. 17:30 | Románia    | 32 – 24     | Szlovákia | Sala Polivalentă Dinamo, Bukarest Nézőszám: 1800 Játékvezetők: Schulze, Tönnies (GER) |
| 2013. november 3. 17:30 | Mihalcea 8 | (14–10)     | Hruščák 7 | Sala Polivalentă Dinamo, Bukarest Nézőszám: 1800 Játékvezetők: Schulze, Tönnies (GER) |
| 2013. november 3. 17:30 | 6× 3×      | Jegyzőkönyv | 6× 3×     | Sala Polivalentă Dinamo, Bukarest Nézőszám: 1800 Játékvezetők: Schulze, Tönnies (GER) |

| 2013. november 3. 19:00 | Ciprus          | 29 – 36     | Olaszország      | University of Cyprus Athletic Center, Nicosia Nézőszám: 300 Játékvezetők: Sirbu, Suponicov (MDA) |
| 2013. november 3. 19:00 | három játékos 5 | (15–18)     | Maione, Skatar 7 | University of Cyprus Athletic Center, Nicosia Nézőszám: 300 Játékvezetők: Sirbu, Suponicov (MDA) |
| 2013. november 3. 19:00 | 5× 3×           | Jegyzőkönyv | 4× 2× 1×         | University of Cyprus Athletic Center, Nicosia Nézőszám: 300 Játékvezetők: Sirbu, Suponicov (MDA) |

| 2014. január 2. 18:00 | Románia     | 36 – 19     | Ciprus      | Sala Polivalentă Dinamo, Bukarest Nézőszám: 1000 Játékvezetők: Martens, Verdonck (BEL) |
| 2014. január 2. 18:00 | Csepreghi 5 | (18–10)     | Nikiforou 6 | Sala Polivalentă Dinamo, Bukarest Nézőszám: 1000 Játékvezetők: Martens, Verdonck (BEL) |
| 2014. január 2. 18:00 | 6× 2×       | Jegyzőkönyv | 4× 3×       | Sala Polivalentă Dinamo, Bukarest Nézőszám: 1000 Játékvezetők: Martens, Verdonck (BEL) |

| 2014. január 2. 20:00 | Olaszország | 26 – 34     | Szlovákia     | Palazzetto dello Sport Santa Filomena, Chieti Nézőszám: 1500 Játékvezetők: Kouz, Zhoba (UKR) |
| 2014. január 2. 20:00 | Maione 7    | (14–16)     | Straňovský 10 | Palazzetto dello Sport Santa Filomena, Chieti Nézőszám: 1500 Játékvezetők: Kouz, Zhoba (UKR) |
| 2014. január 2. 20:00 | 5× 2×       | Jegyzőkönyv | 8× 3× 1×      | Palazzetto dello Sport Santa Filomena, Chieti Nézőszám: 1500 Játékvezetők: Kouz, Zhoba (UKR) |

| 2014. január 4. 17:00 | Szlovákia | 28 – 21     | Olaszország | City sport hall, Galgóc Nézőszám: 1900 Játékvezetők: Jaskins, Zabko (LAT) |
| 2014. január 4. 17:00 | Hruščák 6 | (13–10)     | Skatar 5    | City sport hall, Galgóc Nézőszám: 1900 Játékvezetők: Jaskins, Zabko (LAT) |
| 2014. január 4. 17:00 | 2× 2×     | Jegyzőkönyv | 1× 1×       | City sport hall, Galgóc Nézőszám: 1900 Játékvezetők: Jaskins, Zabko (LAT) |

| 2014. január 5. 18:00 | Ciprus                   | 30 – 31     | Románia         | University of Cyprus Athletic Center, Nicosia Nézőszám: 220 Játékvezetők: Jović, Arnautović (BIH) |
| 2014. január 5. 18:00 | Demosthenous, Georgiou 7 | (16–15)     | Fenici, Talas 5 | University of Cyprus Athletic Center, Nicosia Nézőszám: 220 Játékvezetők: Jović, Arnautović (BIH) |
| 2014. január 5. 18:00 | 3× 3×                    | Jegyzőkönyv | 2× 3×           | University of Cyprus Athletic Center, Nicosia Nézőszám: 220 Játékvezetők: Jović, Arnautović (BIH) |

| 2014. január 8. 18:00 | Románia     | 34 – 29     | Olaszország | Sala Polivalentă Dinamo, Bukarest Nézőszám: 1500 Játékvezetők: Brunner, Salah (SUI) |
| 2014. január 8. 18:00 | Acatrinei 7 | (20–13)     | Marrochi 6  | Sala Polivalentă Dinamo, Bukarest Nézőszám: 1500 Játékvezetők: Brunner, Salah (SUI) |
| 2014. január 8. 18:00 | 2× 3×       | Jegyzőkönyv | 4× 3×       | Sala Polivalentă Dinamo, Bukarest Nézőszám: 1500 Játékvezetők: Brunner, Salah (SUI) |

| 2014. január 8. 19:00 | Ciprus         | 18 – 20     | Szlovákia      | University of Cyprus Athletic Center, Nicosia Nézőszám: 160 Játékvezetők: Sekulić, Jovandić (SRB) |
| 2014. január 8. 19:00 | Demosthenous 6 | (9–11)      | négy játékos 3 | University of Cyprus Athletic Center, Nicosia Nézőszám: 160 Játékvezetők: Sekulić, Jovandić (SRB) |
| 2014. január 8. 19:00 | 1× 3×          | Jegyzőkönyv | 4× 3×          | University of Cyprus Athletic Center, Nicosia Nézőszám: 160 Játékvezetők: Sekulić, Jovandić (SRB) |

| 2014. január 11. 17:00 | Szlovákia | 27 – 25     | Románia  | Mestská Sportova hala Sala, Vágsellye Nézőszám: 3000 Játékvezetők: Caçador, Nicolau (POR) |
| 2014. január 11. 17:00 | Ďuriš 8   | (11–10)     | Șimicu 8 | Mestská Sportova hala Sala, Vágsellye Nézőszám: 3000 Játékvezetők: Caçador, Nicolau (POR) |
| 2014. január 11. 17:00 | 3× 3×     | Jegyzőkönyv | 3× 3× 1× | Mestská Sportova hala Sala, Vágsellye Nézőszám: 3000 Játékvezetők: Caçador, Nicolau (POR) |

| 2014. január 12. 20:00 | Olaszország        | 34 – 28     | Ciprus              | Palazzetto dello Sport Andria, Andria Nézőszám: 2500 Játékvezetők: Hofer, Schmidhuber (AUT) |
| 2014. január 12. 20:00 | Maione, Marrochi 8 | (21–10)     | Argyrou, Georgiou 6 | Palazzetto dello Sport Andria, Andria Nézőszám: 2500 Játékvezetők: Hofer, Schmidhuber (AUT) |
| 2014. január 12. 20:00 | 4× 3×              | Jegyzőkönyv | 4× 3×               | Palazzetto dello Sport Andria, Andria Nézőszám: 2500 Játékvezetők: Hofer, Schmidhuber (AUT) |

### 3. csoport
| Csapat    | M | Gy | D | V | G+  | G–  | Gk  | P  |
| --------- | - | -- | - | - | --- | --- | --- | -- |
| Szlovénia | 6 | 5  | 0 | 1 | 200 | 150 | +50 | 10 |
| Ukrajna   | 6 | 4  | 1 | 1 | 193 | 184 | +9  | 9  |
| Svájc     | 6 | 2  | 1 | 3 | 178 | 176 | +2  | 5  |
| Luxemburg | 6 | 0  | 0 | 6 | 144 | 205 | −61 | 0  |

| 2013. október 30. 19:30 | Luxemburg | 34 – 38     | Ukrajna     | D'Coque, Luxembourg Nézőszám: 1000 Játékvezetők: Lillepea, Kull (EST) |
| 2013. október 30. 19:30 | Bock 8    | (16–20)     | Shevelev 10 | D'Coque, Luxembourg Nézőszám: 1000 Játékvezetők: Lillepea, Kull (EST) |
| 2013. október 30. 19:30 | 6× 3×     | Jegyzőkönyv | 7× 2× 1×    | D'Coque, Luxembourg Nézőszám: 1000 Játékvezetők: Lillepea, Kull (EST) |

| 2013. október 30. 20:00 | Szlovénia   | 33 – 30     | Svájc           | Red Hall, Velenje Nézőszám: 1500 Játékvezetők: Gousko, Repkin (BLR) |
| 2013. október 30. 20:00 | Mačkovšek 7 | (18–13)     | három játékos 5 | Red Hall, Velenje Nézőszám: 1500 Játékvezetők: Gousko, Repkin (BLR) |
| 2013. október 30. 20:00 | 3× 3×       | Jegyzőkönyv | 3× 3×           | Red Hall, Velenje Nézőszám: 1500 Játékvezetők: Gousko, Repkin (BLR) |

| 2013. november 3. 15:30 | Svájc     | 32 – 23     | Luxemburg | Saalsporthalle, Zürich Nézőszám: 1300 Játékvezetők: Guðjónsson, Samuelsen () |
| 2013. november 3. 15:30 | Schmid 10 | (15–9)      | Müller 6  | Saalsporthalle, Zürich Nézőszám: 1300 Játékvezetők: Guðjónsson, Samuelsen () |
| 2013. november 3. 15:30 | 3× 2× 1×  | Jegyzőkönyv | 5× 3×     | Saalsporthalle, Zürich Nézőszám: 1300 Játékvezetők: Guðjónsson, Samuelsen () |

| 2013. november 3. 17:30 | Ukrajna                   | 32 – 28     | Szlovénia | Palace of Sports Yunost, Zaporizzsja Nézőszám: 800 Játékvezetők: Horáček, Novotný (CZE) |
| 2013. november 3. 17:30 | Ostroushko, Onufryienko 8 | (16–15)     | Žvižej 7  | Palace of Sports Yunost, Zaporizzsja Nézőszám: 800 Játékvezetők: Horáček, Novotný (CZE) |
| 2013. november 3. 17:30 | 7× 3× 1×                  | Jegyzőkönyv | 3× 3×     | Palace of Sports Yunost, Zaporizzsja Nézőszám: 800 Játékvezetők: Horáček, Novotný (CZE) |

| 2014. január 2. 17:30 | Ukrajna       | 34 – 34     | Svájc      | Palace of Sports Yunost, Zaporizzsja Nézőszám: 1000 Játékvezetők: Brunovský, Čanda (SVK) |
| 2014. január 2. 17:30 | Onufryienko 9 | (21–16)     | Graubner 7 | Palace of Sports Yunost, Zaporizzsja Nézőszám: 1000 Játékvezetők: Brunovský, Čanda (SVK) |
| 2014. január 2. 17:30 | 3× 3×         | Jegyzőkönyv | 1× 3× 1×   | Palace of Sports Yunost, Zaporizzsja Nézőszám: 1000 Játékvezetők: Brunovský, Čanda (SVK) |

| 2014. január 2. 19:30 | Luxemburg     | 16 – 36     | Szlovénia | Centre Sportif de Differdange, Differdange Nézőszám: 600 Játékvezetők: Hermann, Madsen (DEN) |
| 2014. január 2. 19:30 | Meis, Pulli 5 | (7–13)      | Gajić 13  | Centre Sportif de Differdange, Differdange Nézőszám: 600 Játékvezetők: Hermann, Madsen (DEN) |
| 2014. január 2. 19:30 | 3× 3×         | Jegyzőkönyv | 6× 3×     | Centre Sportif de Differdange, Differdange Nézőszám: 600 Játékvezetők: Hermann, Madsen (DEN) |

| 2014. január 5. 15:30 | Svájc     | 31 – 32     | Ukrajna        | BBC Arena, Schaffhausen Nézőszám: 1750 Játékvezetők: Elíasson, Pálsson (ISL) |
| 2014. január 5. 15:30 | Liniger 7 | (17–16)     | Onufryienko 10 | BBC Arena, Schaffhausen Nézőszám: 1750 Játékvezetők: Elíasson, Pálsson (ISL) |
| 2014. január 5. 15:30 | 5× 3×     | Jegyzőkönyv | 4× 3×          | BBC Arena, Schaffhausen Nézőszám: 1750 Játékvezetők: Elíasson, Pálsson (ISL) |

| 2014. január 5. 18:30 | Szlovénia          | 37 – 26     | Luxemburg | Red Hall, Velenje Nézőszám: 1000 Játékvezetők: Scevola, Alperan (ITA) |
| 2014. január 5. 18:30 | Gajić, Mačkovšek 5 | (19–13)     | Meis 8    | Red Hall, Velenje Nézőszám: 1000 Játékvezetők: Scevola, Alperan (ITA) |
| 2014. január 5. 18:30 | 2× 3×              | Jegyzőkönyv | 4× 3×     | Red Hall, Velenje Nézőszám: 1000 Játékvezetők: Scevola, Alperan (ITA) |

| 2014. január 9. 16:45 | Ukrajna            | 34 – 22     | Luxemburg         | Palace of Sports Yunost, Zaporizzsja Nézőszám: 1500 Játékvezetők: Yudchyts, Kot (BLR) |
| 2014. január 9. 16:45 | Burka, Stetsyura 8 | (15–12)     | Meis, Schroeder 5 | Palace of Sports Yunost, Zaporizzsja Nézőszám: 1500 Játékvezetők: Yudchyts, Kot (BLR) |
| 2014. január 9. 16:45 | 3× 3× 1×           | Jegyzőkönyv | 5× 3×             | Palace of Sports Yunost, Zaporizzsja Nézőszám: 1500 Játékvezetők: Yudchyts, Kot (BLR) |

| 2014. január 9. 20:00 | Svájc     | 23 – 31     | Szlovénia | BBC Arena, Schaffhausen Nézőszám: 750 Játékvezetők: Pichon, Reveret (FRA) |
| 2014. január 9. 20:00 | Liniger 8 | (12–19)     | Gajić 11  | BBC Arena, Schaffhausen Nézőszám: 750 Játékvezetők: Pichon, Reveret (FRA) |
| 2014. január 9. 20:00 | 2× 3×     | Jegyzőkönyv | 3× 3×     | BBC Arena, Schaffhausen Nézőszám: 750 Játékvezetők: Pichon, Reveret (FRA) |

| 2014. január 12. 17:00 | Luxemburg | 23 – 28     | Svájc      | D'Coque, Luxembourg Nézőszám: 400 Játékvezetők: Bol, van Eck (NED) |
| 2014. január 12. 17:00 | Meis 5    | (14–13)     | Graubner 6 | D'Coque, Luxembourg Nézőszám: 400 Játékvezetők: Bol, van Eck (NED) |
| 2014. január 12. 17:00 | 11× 2×    | Jegyzőkönyv | 5× 2×      | D'Coque, Luxembourg Nézőszám: 400 Játékvezetők: Bol, van Eck (NED) |

| 2014. január 12. 18:00 | Szlovénia | 35 – 23     | Ukrajna      | Red Hall, Velenje Nézőszám: 2000 Játékvezetők: Cohen, Peretz (ISR) |
| 2014. január 12. 18:00 | Gajić 7   | (15–10)     | Ostroushko 6 | Red Hall, Velenje Nézőszám: 2000 Játékvezetők: Cohen, Peretz (ISR) |
| 2014. január 12. 18:00 | 6× 3× 2×  | Jegyzőkönyv | 8× 2× 1×     | Red Hall, Velenje Nézőszám: 2000 Játékvezetők: Cohen, Peretz (ISR) |

### 4. csoport
| Csapat      | M | Gy | D | V | G+  | G–  | Gk | P |
| ----------- | - | -- | - | - | --- | --- | -- | - |
| Görögország | 6 | 3  | 1 | 2 | 160 | 158 | +2 | 7 |
| Hollandia   | 6 | 3  | 0 | 3 | 153 | 145 | +8 | 6 |
| Izrael      | 6 | 3  | 0 | 3 | 166 | 169 | −3 | 6 |
| Belgium     | 6 | 2  | 1 | 3 | 158 | 165 | −7 | 5 |

| 2013. október 30. 19:30 | Hollandia            | 25 – 20     | Görögország     | Fitland XL, Sittard Nézőszám: 1,502 Játékvezetők: Boričić, Marković (SRB) |
| 2013. október 30. 19:30 | Miedema, Sluijters 5 | (12–10)     | három játékos 3 | Fitland XL, Sittard Nézőszám: 1,502 Játékvezetők: Boričić, Marković (SRB) |
| 2013. október 30. 19:30 | 5× 3×                | Jegyzőkönyv | 4× 3× 1×        | Fitland XL, Sittard Nézőszám: 1,502 Játékvezetők: Boričić, Marković (SRB) |

| 2013. október 30. 20:00 | Belgium                | 29 – 28     | Izrael     | Flanders Sports Arena, Gent Nézőszám: 1800 Játékvezetők: Pandžić, Šatordžija (BIH) |
| 2013. október 30. 20:00 | Cauwenberghs, Jacobs 5 | (17–14)     | Pomeranz 6 | Flanders Sports Arena, Gent Nézőszám: 1800 Játékvezetők: Pandžić, Šatordžija (BIH) |
| 2013. október 30. 20:00 | 5× 3×                  | Jegyzőkönyv | 4× 3× 1×   | Flanders Sports Arena, Gent Nézőszám: 1800 Játékvezetők: Pandžić, Šatordžija (BIH) |

| 2013. november 3. 19:45 | Izrael      | 28 – 26     | Hollandia | Beit Maccabi Sport Centre, Risón Lecijón Nézőszám: 1000 Játékvezetők: Kolevski, Krkačev (MKD) |
| 2013. november 3. 19:45 | Pomeranz 12 | (15–12)     | Schagen 9 | Beit Maccabi Sport Centre, Risón Lecijón Nézőszám: 1000 Játékvezetők: Kolevski, Krkačev (MKD) |
| 2013. november 3. 19:45 | 6× 3×       | Jegyzőkönyv | 5× 3×     | Beit Maccabi Sport Centre, Risón Lecijón Nézőszám: 1000 Játékvezetők: Kolevski, Krkačev (MKD) |

| 2013. november 3. 20:00 | Görögország    | 31 – 25     | Belgium                 | Liossion Indor Arena, Athens Nézőszám: 1000 Játékvezetők: Mishchuk, Rozhkov (UKR) |
| 2013. november 3. 20:00 | Papadopoulos 6 | (16–13)     | Cauwenberghs, Kopljar 6 | Liossion Indor Arena, Athens Nézőszám: 1000 Játékvezetők: Mishchuk, Rozhkov (UKR) |
| 2013. november 3. 20:00 | 3× 1×          | Jegyzőkönyv | 5× 2×                   | Liossion Indor Arena, Athens Nézőszám: 1000 Játékvezetők: Mishchuk, Rozhkov (UKR) |

| 2014. január 2. 19:45 | Izrael     | 31 – 24     | Görögország | Beit Maccabi Sport Centre, Risón Lecijón Nézőszám: 1100 Játékvezetők: Jurinović, Mrvica (CRO) |
| 2014. január 2. 19:45 | Pomeranz 7 | (16–13)     | Tziras 7    | Beit Maccabi Sport Centre, Risón Lecijón Nézőszám: 1100 Játékvezetők: Jurinović, Mrvica (CRO) |
| 2014. január 2. 19:45 | 4× 3× 1×   | Jegyzőkönyv | 4× 3×       | Beit Maccabi Sport Centre, Risón Lecijón Nézőszám: 1100 Játékvezetők: Jurinović, Mrvica (CRO) |

| 2014. január 2. 20:10 | Belgium   | 28 – 22     | Hollandia | Sporthal Alverberg, Hasselt Nézőszám: 1700 Játékvezetők: Frieser, Frieser (CZE) |
| 2014. január 2. 20:10 | Bolaers 8 | (12–9)      | Schagen 9 | Sporthal Alverberg, Hasselt Nézőszám: 1700 Játékvezetők: Frieser, Frieser (CZE) |
| 2014. január 2. 20:10 | 5× 3×     | Jegyzőkönyv | 3× 3×     | Sporthal Alverberg, Hasselt Nézőszám: 1700 Játékvezetők: Frieser, Frieser (CZE) |

| 2014. január 5. 14:00 | Hollandia | 27 – 21     | Belgium    | Fitland XL, Sittard Nézőszám: 2000 Játékvezetők: Baranowski, Lemanowicz (POL) |
| 2014. január 5. 14:00 | Verjans 8 | (14–10)     | Kedzoira 6 | Fitland XL, Sittard Nézőszám: 2000 Játékvezetők: Baranowski, Lemanowicz (POL) |
| 2014. január 5. 14:00 | 6× 3× 1×  | Jegyzőkönyv | 7× 3×      | Fitland XL, Sittard Nézőszám: 2000 Játékvezetők: Baranowski, Lemanowicz (POL) |

| 2014. január 5. 17:00 | Görögország    | 31 – 28     | Izrael     | Mikras 3, Szaloniki Nézőszám: 1000 Játékvezetők: Gasmi, Gasmi (FRA) |
| 2014. január 5. 17:00 | Papadopoulos 9 | (16–15)     | Pomeranz 9 | Mikras 3, Szaloniki Nézőszám: 1000 Játékvezetők: Gasmi, Gasmi (FRA) |
| 2014. január 5. 17:00 | 5× 3×          | Jegyzőkönyv | 4× 3×      | Mikras 3, Szaloniki Nézőszám: 1000 Játékvezetők: Gasmi, Gasmi (FRA) |

| 2014. január 8. 19:00 | Görögország | 24 – 19     | Hollandia        | Mikras 3, Szaloniki Nézőszám: 960 Játékvezetők: Pavel, State (ROU) |
| 2014. január 8. 19:00 | Alvanos 7   | (11–7)      | Smits, Verjans 6 | Mikras 3, Szaloniki Nézőszám: 960 Játékvezetők: Pavel, State (ROU) |
| 2014. január 8. 19:00 | 3× 3×       | Jegyzőkönyv | 3× 3×            | Mikras 3, Szaloniki Nézőszám: 960 Játékvezetők: Pavel, State (ROU) |

| 2014. január 8. 19:45 | Izrael      | 27 – 25     | Belgium     | Beit Maccabi Sport Centre, Risón Lecijón Nézőszám: 1140 Játékvezetők: Pavićević, Ražnatović (MNE) |
| 2014. január 8. 19:45 | Pomeranz 11 | (12–11)     | Kedziora 10 | Beit Maccabi Sport Centre, Risón Lecijón Nézőszám: 1140 Játékvezetők: Pavićević, Ražnatović (MNE) |
| 2014. január 8. 19:45 | 3×          | Jegyzőkönyv | 2× 3×       | Beit Maccabi Sport Centre, Risón Lecijón Nézőszám: 1140 Játékvezetők: Pavićević, Ražnatović (MNE) |

| 2014. január 11. 20:30 | Belgium                 | 30 – 30     | Görögország    | Hall omnisport La Preale, Herstal Nézőszám: 1200 Játékvezetők: Andorka, Hucker (HUN) |
| 2014. január 11. 20:30 | Cauwenberghs, Bolaers 6 | (14–13)     | Papadopoulos 9 | Hall omnisport La Preale, Herstal Nézőszám: 1200 Játékvezetők: Andorka, Hucker (HUN) |
| 2014. január 11. 20:30 | 3× 2×                   | Jegyzőkönyv | 2× 2×          | Hall omnisport La Preale, Herstal Nézőszám: 1200 Játékvezetők: Andorka, Hucker (HUN) |

| 2014. január 12. 14:00 | Hollandia   | 34 – 24     | Izrael      | Fitland XL, Sittard Nézőszám: 1100 Játékvezetők: Johansson, Kliko (SWE) |
| 2014. január 12. 14:00 | Van Schie 8 | (14–11)     | Pomeranz 10 | Fitland XL, Sittard Nézőszám: 1100 Játékvezetők: Johansson, Kliko (SWE) |
| 2014. január 12. 14:00 | 4× 2×       | Jegyzőkönyv | 6× 3×       | Fitland XL, Sittard Nézőszám: 1100 Játékvezetők: Johansson, Kliko (SWE) |

### 5. csoport
| Csapat              | M | Gy | D | V | G+  | G–  | Gk  | P  |
| ------------------- | - | -- | - | - | --- | --- | --- | -- |
| Bosznia-Hercegovina | 6 | 5  | 0 | 1 | 165 | 154 | +11 | 10 |
| Portugália          | 6 | 4  | 0 | 2 | 167 | 155 | +12 | 8  |
| Lettország          | 6 | 2  | 0 | 4 | 165 | 159 | +6  | 4  |
| Észtország          | 6 | 1  | 0 | 5 | 153 | 182 | −29 | 2  |

| 2013. október 30. 21:00 | Portugália     | 26 – 29     | Lettország | Paviihao Gimnodesportivo da Nazare, Nazaré Nézőszám: 2000 Játékvezetők: Kékes, Kékes (HUN) |
| 2013. október 30. 21:00 | négy játékos 4 | (9–13)      | Jurdzs 9   | Paviihao Gimnodesportivo da Nazare, Nazaré Nézőszám: 2000 Játékvezetők: Kékes, Kékes (HUN) |
| 2013. október 30. 21:00 | 4× 3×          | Jegyzőkönyv | 6× 2× 1×   | Paviihao Gimnodesportivo da Nazare, Nazaré Nézőszám: 2000 Játékvezetők: Kékes, Kékes (HUN) |

| 2013. október 31. 19:00 | Észtország | 26 – 29     | Bosznia-Hercegovina | Kalevi Spordihall, Tallinn Nézőszám: 1308 Játékvezetők: Olesen, Pedersen (DEN) |
| 2013. október 31. 19:00 | Jaanimaa 7 | (13–18)     | Delić, Prce 6       | Kalevi Spordihall, Tallinn Nézőszám: 1308 Játékvezetők: Olesen, Pedersen (DEN) |
| 2013. október 31. 19:00 | 3× 3×      | Jegyzőkönyv | 6× 3×               | Kalevi Spordihall, Tallinn Nézőszám: 1308 Játékvezetők: Olesen, Pedersen (DEN) |

| 2013. november 3. 15:05 | Lettország   | 35 – 25     | Észtország | Sports Centre Dobele, Dobele Nézőszám: 1150 Játékvezetők: Kiyashko, Kiselev (RUS) |
| 2013. november 3. 15:05 | Krištopāns 8 | (18–13)     | Pinnonen 8 | Sports Centre Dobele, Dobele Nézőszám: 1150 Játékvezetők: Kiyashko, Kiselev (RUS) |
| 2013. november 3. 15:05 | 8× 2×        | Jegyzőkönyv | 5× 3×      | Sports Centre Dobele, Dobele Nézőszám: 1150 Játékvezetők: Kiyashko, Kiselev (RUS) |

| 2013. november 3. 17:00 | Bosznia-Hercegovina | 31 – 29     | Portugália | Olimpijska dvorana Ramiz Salčin Mojmilo, Szarajevó Nézőszám: 1000 Játékvezetők: Leandersson, Lindroos (FIN) |
| 2013. november 3. 17:00 | Prce 9              | (13–14)     | Pedroso 5  | Olimpijska dvorana Ramiz Salčin Mojmilo, Szarajevó Nézőszám: 1000 Játékvezetők: Leandersson, Lindroos (FIN) |
| 2013. november 3. 17:00 | 4× 2×               | Jegyzőkönyv | 8× 3×      | Olimpijska dvorana Ramiz Salčin Mojmilo, Szarajevó Nézőszám: 1000 Játékvezetők: Leandersson, Lindroos (FIN) |

| 2014. január 2. 17:00 | Bosznia-Hercegovina | 27 – 26     | Lettország  | City Hall Vitez, Vitez Nézőszám: 2000 Játékvezetők: Baďura, Ondogrecula (SVK) |
| 2014. január 2. 17:00 | Ovčina 6            | (17–11)     | Pavlovičs 9 | City Hall Vitez, Vitez Nézőszám: 2000 Játékvezetők: Baďura, Ondogrecula (SVK) |
| 2014. január 2. 17:00 | 4× 3×               | Jegyzőkönyv | 3× 2×       | City Hall Vitez, Vitez Nézőszám: 2000 Játékvezetők: Baďura, Ondogrecula (SVK) |

| 2014. január 2. 20:00 | Észtország | 17 – 25     | Portugália                  | Mesikäpa Hall, Põlva Nézőszám: 800 Játékvezetők: Baumgart, Wild (GER) |
| 2014. január 2. 20:00 | Laast 7    | (10–9)      | Caseiro, Martins da Silva 4 | Mesikäpa Hall, Põlva Nézőszám: 800 Játékvezetők: Baumgart, Wild (GER) |
| 2014. január 2. 20:00 | 4× 3×      | Jegyzőkönyv | 3× 3×                       | Mesikäpa Hall, Põlva Nézőszám: 800 Játékvezetők: Baumgart, Wild (GER) |

| 2014. január 5. 15:00 | Portugália      | 35 – 27     | Észtország | Pavilhao Municipal das Travessas, São João da Madeira Nézőszám: 3500 Játékvezetők: Cabrejas, Sánchez (ESP) |
| 2014. január 5. 15:00 | három játékos 4 | (20–11)     | Patrail 7  | Pavilhao Municipal das Travessas, São João da Madeira Nézőszám: 3500 Játékvezetők: Cabrejas, Sánchez (ESP) |
| 2014. január 5. 15:00 | 6× 3×           | Jegyzőkönyv | 1× 3×      | Pavilhao Municipal das Travessas, São João da Madeira Nézőszám: 3500 Játékvezetők: Cabrejas, Sánchez (ESP) |

| 2014. január 5. 15:05 | Lettország   | 21 – 23     | Bosznia-Hercegovina | Sports Centre Dobele, Dobele Nézőszám: 1200 Játékvezetők: Mata, Lopéz (ESP) |
| 2014. január 5. 15:05 | Krištopans 7 | (10–13)     | három játékos 4     | Sports Centre Dobele, Dobele Nézőszám: 1200 Játékvezetők: Mata, Lopéz (ESP) |
| 2014. január 5. 15:05 | 1× 3× 1×     | Jegyzőkönyv | 3× 3× 1×            | Sports Centre Dobele, Dobele Nézőszám: 1200 Játékvezetők: Mata, Lopéz (ESP) |

| 2014. január 8. 17:00 | Bosznia-Hercegovina | 28 – 26     | Észtország | City Hall Vitez, Vitez Nézőszám: 2000 Játékvezetők: Herczeg, Südi (HUN) |
| 2014. január 8. 17:00 | Ovčina 6            | (15–9)      | Patrail 8  | City Hall Vitez, Vitez Nézőszám: 2000 Játékvezetők: Herczeg, Südi (HUN) |
| 2014. január 8. 17:00 | 3× 2×               | Jegyzőkönyv | 5× 3× 1×   | City Hall Vitez, Vitez Nézőszám: 2000 Játékvezetők: Herczeg, Südi (HUN) |

| 2014. január 8. 19:05 | Lettország                | 24 – 26     | Portugália | Sports Centre Dobele, Dobele Nézőszám: 1000 Játékvezetők: Sager, Styger (SUI) |
| 2014. január 8. 19:05 | Borodovskis, Krištopāns 6 | (13–8)      | Caseiro 5  | Sports Centre Dobele, Dobele Nézőszám: 1000 Játékvezetők: Sager, Styger (SUI) |
| 2014. január 8. 19:05 | 4× 3×                     | Jegyzőkönyv | 4× 3×      | Sports Centre Dobele, Dobele Nézőszám: 1000 Játékvezetők: Sager, Styger (SUI) |

| 2014. január 11. 16:00 | Észtország | 32 – 30     | Lettország | Mesikäpa Hall, Põlva Nézőszám: 400 Játékvezetők: Samuelsen, Gudjonsson |
| 2014. január 11. 16:00 | Jaanimaa 9 | (13–14)     | Jurdzs 9   | Mesikäpa Hall, Põlva Nézőszám: 400 Játékvezetők: Samuelsen, Gudjonsson |
| 2014. január 11. 16:00 | 2× 3×      | Jegyzőkönyv | 2× 3×      | Mesikäpa Hall, Põlva Nézőszám: 400 Játékvezetők: Samuelsen, Gudjonsson |

| 2014. január 12. 15:00 | Portugália | 27 – 26     | Bosznia-Hercegovina | Pavilhao Desportivo Municipal de Mafra, Mafra Nézőszám: 2000 Játékvezetők: Erdoğan, Özdeniz (TUR) |
| 2014. január 12. 15:00 | Duarte 7   | (14–13)     | Toromanović 5       | Pavilhao Desportivo Municipal de Mafra, Mafra Nézőszám: 2000 Játékvezetők: Erdoğan, Özdeniz (TUR) |
| 2014. január 12. 15:00 | 3× 2×      | Jegyzőkönyv | 5× 3×               | Pavilhao Desportivo Municipal de Mafra, Mafra Nézőszám: 2000 Játékvezetők: Erdoğan, Özdeniz (TUR) |

## Rájátszás
A sorsolás 2014. január 26-án volt a dániai Herningben. 18 csapat mérkőzik Európa 9 db helyéért a 24 résztvevős 2015-ös férfi kézilabda-világbajnokság-ra. Az összepárosított válogatottak kuparendszerben döntik el a továbbjutást.

### Mérkőzések
| 1. csapat           | Össz. | 2. csapat        | 1. mérk. | 2. mérk. |
| ------------------- | ----- | ---------------- | -------- | -------- |
| Magyarország        | 51–54 | Szlovénia        | 25–22    | 26–32    |
| Románia             | 45–52 | Svédország       | 24–25    | 21–27    |
| Lengyelország       | 54–52 | Németország      | 25–24    | 29–28    |
| Görögország         | 48–62 | Macedónia        | 25–27    | 23–35    |
| Szerbia             | 44–48 | Csehország       | 23–15    | 21–33    |
| Oroszország         | 63–44 | Litvánia         | 30–22    | 33–22    |
| Bosznia-Hercegovina | 62–61 | Izland           | 33–32    | 29–29    |
| Ausztria            | 56–54 | Norvégia         | 28–26    | 28–28    |
| Montenegró          | 52–57 | Fehéroroszország | 28–27    | 24–30    |

#### 1. mérkőzések
| 2014. június 7. 16:45 | Lengyelország | 25–24       | Németország | Ergo Arena, Gdańsk Nézőszám: 10 731 Játékvezetők: Horáček, Novotný (CZE) |
| 2014. június 7. 16:45 | Jurkiewicz 7  | (9–12)      | Kraus 5     | Ergo Arena, Gdańsk Nézőszám: 10 731 Játékvezetők: Horáček, Novotný (CZE) |
| 2014. június 7. 16:45 | 3× 3×         | Jegyzőkönyv | 4× 3×       | Ergo Arena, Gdańsk Nézőszám: 10 731 Játékvezetők: Horáček, Novotný (CZE) |

| 2014. június 7. 18:00 | Románia   | 24–25       | Svédország | Sala Polivalentă Dinamo, Bukarest Nézőszám: 1800 Játékvezetők: Nikolov, Nachevski (MKD) |
| 2014. június 7. 18:00 | Ghionea 8 | (9–8)       | Petersen 6 | Sala Polivalentă Dinamo, Bukarest Nézőszám: 1800 Játékvezetők: Nikolov, Nachevski (MKD) |
| 2014. június 7. 18:00 | 6× 4×     | Jegyzőkönyv | 5× 4×      | Sala Polivalentă Dinamo, Bukarest Nézőszám: 1800 Játékvezetők: Nikolov, Nachevski (MKD) |

| 2014. június 7. 18:00 | Oroszország          | 30–22       | Litvánia      | SC V.P. Suchareva, Perm Nézőszám: 1500 Játékvezetők: Pavićević, Ražnatović (MNE) |
| 2014. június 7. 18:00 | Kovalev, Shelmenko 6 | (14–11)     | Malašinskas 6 | SC V.P. Suchareva, Perm Nézőszám: 1500 Játékvezetők: Pavićević, Ražnatović (MNE) |
| 2014. június 7. 18:00 | 1× 3×                | Jegyzőkönyv | 2× 3×         | SC V.P. Suchareva, Perm Nézőszám: 1500 Játékvezetők: Pavićević, Ražnatović (MNE) |

| 2014. június 7. 19:00 | Görögország | 25–27       | Macedónia    | Liossion Indor Arena, Athén Nézőszám: 1500 Játékvezetők: Geipel, Helbig (GER) |
| 2014. június 7. 19:00 | Marango 4   | (12–13)     | K. Lazarov 7 | Liossion Indor Arena, Athén Nézőszám: 1500 Játékvezetők: Geipel, Helbig (GER) |
| 2014. június 7. 19:00 | 1× 3×       | Jegyzőkönyv | 2× 2×        | Liossion Indor Arena, Athén Nézőszám: 1500 Játékvezetők: Geipel, Helbig (GER) |

| 2014. június 7. 19:45 | Ausztria | 28–26       | Norvégia   | Albert Schultz Eishalle, Bécs Nézőszám: 5000 Játékvezetők: Gubica, Milošević (CRO) |
| 2014. június 7. 19:45 | Santos 7 | (15–16)     | Bjørnsen 8 | Albert Schultz Eishalle, Bécs Nézőszám: 5000 Játékvezetők: Gubica, Milošević (CRO) |
| 2014. június 7. 19:45 | 3× 3×    | Jegyzőkönyv | 2× 3×      | Albert Schultz Eishalle, Bécs Nézőszám: 5000 Játékvezetők: Gubica, Milošević (CRO) |

| 2014. június 7. 20:15 | Bosznia-Hercegovina | 33–32       | Izland      | Dvorana Mirza Delibašić, Szarajevó Nézőszám: 3250 Játékvezetők: Dinu, Din (ROU) |
| 2014. június 7. 20:15 | Prce 10             | (14–17)     | Petersson 7 | Dvorana Mirza Delibašić, Szarajevó Nézőszám: 3250 Játékvezetők: Dinu, Din (ROU) |
| 2014. június 7. 20:15 | 3× 2×               | Jegyzőkönyv | 5× 3×       | Dvorana Mirza Delibašić, Szarajevó Nézőszám: 3250 Játékvezetők: Dinu, Din (ROU) |

| 2014. június 7. 21:00 | Szerbia  | 23–15       | Csehország | Čair Sports Center, Niš Nézőszám: 3200 Játékvezetők: Zotin, Volodkov (RUS) |
| 2014. június 7. 21:00 | Ilić 7   | (13–6)      | Strzinek 6 | Čair Sports Center, Niš Nézőszám: 3200 Játékvezetők: Zotin, Volodkov (RUS) |
| 2014. június 7. 21:00 | 3× 3× 1× | Jegyzőkönyv | 1× 3× 1×   | Čair Sports Center, Niš Nézőszám: 3200 Játékvezetők: Zotin, Volodkov (RUS) |

| 2014. június 8. 14:30 | Magyarország | 25–22       | Szlovénia | Veszprém Aréna, Veszprém Nézőszám: 5019 Játékvezetők: Stoļarovs, Līcis (LAT) |
| 2014. június 8. 14:30 | Harsányi 9   | (16–15)     | Gajić 9   | Veszprém Aréna, Veszprém Nézőszám: 5019 Játékvezetők: Stoļarovs, Līcis (LAT) |
| 2014. június 8. 14:30 | 5× 2×        | Jegyzőkönyv | 5× 2×     | Veszprém Aréna, Veszprém Nézőszám: 5019 Játékvezetők: Stoļarovs, Līcis (LAT) |

| 2014. június 8. 20:00 | Montenegró | 28–27       | Fehéroroszország | Morača Sports Center, Podgorica Nézőszám: 2300 Játékvezetők: Brunovský, Čanda (SVK) |
| 2014. június 8. 20:00 | Melić 6    | (10–14)     | Rutenka 9        | Morača Sports Center, Podgorica Nézőszám: 2300 Játékvezetők: Brunovský, Čanda (SVK) |
| 2014. június 8. 20:00 | 4× 3×      | Jegyzőkönyv | 5× 2×            | Morača Sports Center, Podgorica Nézőszám: 2300 Játékvezetők: Brunovský, Čanda (SVK) |

#### 2. mérkőzések
| 2014. június 14. 13:50 | Csehország    | 33–21       | Szerbia          | Městská hala míčových sportů, Brno Nézőszám: 2700 Játékvezetők: Dentz, Reibel (FRA) |
| 2014. június 14. 13:50 | Jurka, Motl 9 | (18–8)      | Nikčević, Rnić 4 | Městská hala míčových sportů, Brno Nézőszám: 2700 Játékvezetők: Dentz, Reibel (FRA) |
| 2014. június 14. 13:50 | 3× 3×         | Jegyzőkönyv | 3× 3×            | Městská hala míčových sportů, Brno Nézőszám: 2700 Játékvezetők: Dentz, Reibel (FRA) |

Csehország jutott tovább 48–44-es összesítéssel.
| 2014. június 14. 15:00 | Norvégia | 28–28       | Ausztria         | Sotra Arena, Sotra Nézőszám: 2500 Játékvezetők: Krstić, Ljubić (SLO) |
| 2014. június 14. 15:00 | Hansen 8 | (13–17)     | Bozovic, Žiūra 6 | Sotra Arena, Sotra Nézőszám: 2500 Játékvezetők: Krstić, Ljubić (SLO) |
| 2014. június 14. 15:00 | 3× 3×    | Jegyzőkönyv | 4× 3×            | Sotra Arena, Sotra Nézőszám: 2500 Játékvezetők: Krstić, Ljubić (SLO) |

Ausztria jutott tovább 56–54-es összesítéssel.
| 2014. június 14. 15:15 | Németország            | 28–29       | Lengyelország | GETEC Arena, Magdeburg Nézőszám: 6579 Játékvezetők: Elíasson, Pálsson (ISL) |
| 2014. június 14. 15:15 | Gensheimer, Glandorf 7 | (14–10)     | Bielecki 7    | GETEC Arena, Magdeburg Nézőszám: 6579 Játékvezetők: Elíasson, Pálsson (ISL) |
| 2014. június 14. 15:15 | 4× 3×                  | Jegyzőkönyv | 7× 3×         | GETEC Arena, Magdeburg Nézőszám: 6579 Játékvezetők: Elíasson, Pálsson (ISL) |

Lengyelország jutott tovább 54–52-es összesítéssel.
| 2014. június 14. 16:00 | Litvánia    | 22–33       | Oroszország        | Zalgiris Arena, Kaunas Nézőszám: 2105 Játékvezetők: Caçador, Nicolau (POR) |
| 2014. június 14. 16:00 | Babarskas 8 | (13–13)     | Evdokimov, Atman 5 | Zalgiris Arena, Kaunas Nézőszám: 2105 Játékvezetők: Caçador, Nicolau (POR) |
| 2014. június 14. 16:00 | 3× 3×       | Jegyzőkönyv | 2× 2×              | Zalgiris Arena, Kaunas Nézőszám: 2105 Játékvezetők: Caçador, Nicolau (POR) |

Oroszország jutott tovább 63–44-es összesítéssel.
| 2014. június 15. 15:15 | Svédország | 27–21       | Románia   | Scandinavium, Göteborg Nézőszám: 5500 Játékvezetők: Lorente, Serradilla (ESP) |
| 2014. június 15. 15:15 | Ekberg 8   | (15–7)      | Ghionea 7 | Scandinavium, Göteborg Nézőszám: 5500 Játékvezetők: Lorente, Serradilla (ESP) |
| 2014. június 15. 15:15 | 5× 3×      | Jegyzőkönyv | 2× 3×     | Scandinavium, Göteborg Nézőszám: 5500 Játékvezetők: Lorente, Serradilla (ESP) |

Svédország jutott tovább 52–45-ös összesítéssel.
| 2014. június 15. 17:00 | Szlovénia | 32–26       | Magyarország | Red Hall, Velenje Nézőszám: 2100 Játékvezetők: Kurtagic, Wetterwik (SWE) |
| 2014. június 15. 17:00 | Gajić 9   | (13–16)     | Nagy 6       | Red Hall, Velenje Nézőszám: 2100 Játékvezetők: Kurtagic, Wetterwik (SWE) |
| 2014. június 15. 17:00 | 3× 3×     | Jegyzőkönyv | 5× 3×        | Red Hall, Velenje Nézőszám: 2100 Játékvezetők: Kurtagic, Wetterwik (SWE) |

Szlovénia jutott tovább 54–51-es összesítéssel.
| 2014. június 15. 17:30 | Izland       | 29–29       | Bosznia-Hercegovina | Laugardalshöll, Reykjavík Nézőszám: 2800 Játékvezetők: Dobrovits, Tájok (HUN) |
| 2014. június 15. 17:30 | Sigurðsson 8 | (10–15)     | Prce 7              | Laugardalshöll, Reykjavík Nézőszám: 2800 Játékvezetők: Dobrovits, Tájok (HUN) |
| 2014. június 15. 17:30 | 4× 2×        | Jegyzőkönyv | 6× 2×               | Laugardalshöll, Reykjavík Nézőszám: 2800 Játékvezetők: Dobrovits, Tájok (HUN) |

Bosznia-Hercegovina jutott tovább 62–61-es összesítéssel.
| 2014. június 15. 18:00 | Fehéroroszország     | 30–24       | Montenegró | Minsk-Arena, Minszk Nézőszám: 7281 Játékvezetők: Stark, Ştefan (ROU) |
| 2014. június 15. 18:00 | Pukhouski, Rutenka 7 | (16–9)      | Melić 7    | Minsk-Arena, Minszk Nézőszám: 7281 Játékvezetők: Stark, Ştefan (ROU) |
| 2014. június 15. 18:00 | 5× 3×                | Jegyzőkönyv | 3× 3×      | Minsk-Arena, Minszk Nézőszám: 7281 Játékvezetők: Stark, Ştefan (ROU) |

Fehéroroszország jutott tovább 57–52-es összesítéssel.
| 2014. június 15. 20:00 | Macedónia  | 35–23       | Görögország | Boris Trajkovski Sports Center, Szkopje Nézőszám: 6963 Játékvezetők: Horáček, Novotný (CZE) |
| 2014. június 15. 20:00 | Lazarov 10 | (19–9)      | Tsatso 5    | Boris Trajkovski Sports Center, Szkopje Nézőszám: 6963 Játékvezetők: Horáček, Novotný (CZE) |
| 2014. június 15. 20:00 | 2× 3×      | Jegyzőkönyv | 1× 3×       | Boris Trajkovski Sports Center, Szkopje Nézőszám: 6963 Játékvezetők: Horáček, Novotný (CZE) |

Macedónia jutott tovább 62–48-as összesítéssel.